# Dieter Hömig
Dieter Hömig (* 15. März 1938 in Sigmaringen; † 18. Oktober 2016) war von 1995 bis 2006 Richter am Bundesverfassungsgericht.

## Lebenslauf
1957 machte Dieter Hömig sein Abitur am Dillmann-Gymnasium, das damals wegen der Zerstörung des alten Schulhauses im Zweiten Weltkrieg im Gebäude des Königin-Katharina-Stifts untergebracht war.
Er studierte Rechtswissenschaften in Freiburg im Breisgau und Tübingen. Während seiner Studienzeit wurde er Mitglied der Tübinger Studentenverbindung „Akademische Gesellschaft Stuttgardia“. Nach dem zweiten Staatsexamen wirkte Hömig von 1967 bis 1983 als Beamter im Bundesministerium des Innern.
1969 wurde er in Tübingen mit einer Arbeit über Der Reichsdeputationshauptschluß vom 25. Februar 1803 und seine Bedeutung für Staat und Kirche: unter besonderer Berücksichtigung württembergischer Verhältnisse promoviert.
1983 wurde Hömig zum Richter, 1993 zum Vorsitzenden Richter am Bundesverwaltungsgericht ernannt.

## Hömig als Richter des Bundesverfassungsgerichts
Von Oktober 1995 bis April 2006 war Hömig Mitglied des Ersten Senats des Bundesverfassungsgerichts. Nachfolger im Amt des Bundesverfassungsrichters wurde Michael Eichberger. 
Hömig wurde auf Vorschlag der FDP in das Bundesverfassungsgericht gewählt. Er war als Berichterstatter zuständig für Glaubens- und Bekenntnisfreiheit, Schulrecht sowie grundstücks- und unternehmensbezogene Vermögensfragen im Zusammenhang mit der Herstellung der Deutschen Einheit und unter anderem an der Entscheidung des Bundesverfassungsgerichtes zur Rechtschreibreform vom 14. Juli 1998 (Az. 1 BvR 1640/97), der Entscheidung zum Schächten vom 15. Januar 2002 (Az. 1 BvR 1783/99), der Kampfhundeentscheidung vom 16. März 2004 (Az. 1 BvR 1778/01) und der Entscheidung zum Luftsicherheitsgesetz vom 15. Februar 2006 (Az. 1 BvR 357/05) beteiligt.
Seine Richterpersönlichkeit war durch große Bescheidenheit und zugleich durch eine beeindruckende Tat- und Schaffenskraft geprägt. Er bezeichnete sich selbst als sozialliberal, weshalb sein Ausscheiden als das Ende einer strukturellen sozialliberalen Mehrheit im Ersten Senat des Bundesverfassungsgerichtes gedeutet wurde. Unter anderem wegen seiner Stimme zur Entscheidung des Bundesverfassungsgerichtes vom 17. Juli 2002 (Az. 1 BvF 1/01 und 1 BvF 2/01) zum Lebenspartnerschaftsgesetz scheiterte die Klage des Bundeslandes Bayern gegen das Gesetz. Außerdem wurde ihm eine besondere Bedeutung innerhalb des Ersten Senates zugebilligt, da er in der Lage war, durch Vermittlung Mehrheiten innerhalb des Senates zu erreichen.
Er war Herausgeber eines Kommentars zum Deutschen Grundgesetz.

## Auszeichnungen
- 2006: Großes Bundesverdienstkreuz mit Stern und Schulterband